# Apinajé (langue)
Cet article concerne la langue apinajé. Pour l'ethnie apinajé, voir Apinajé.
L’apinajé (ou apinayé) est une langue de la famille des langues jê parlée au Brésil.

## Classification
L’apinajé est un des langues du sous-groupe des langues jê du Nord. Il est parlé par les Amérindiens du groupe apinajé. La langue est parlée dans l’État brésilien de Tocantins.
Les Apinajé se considèrent comme faisant partie des Timbira, cependant leur parler ne fait directement partie de ce groupe linguistique.

## Écriture
Une orthographe apinajé est élaborée dans les années 1960 par la missionnaire Patricia Ham, et est encore utilisée.
| a  | à | ã | e | ê | ẽ | g | h | i | ĩ | j | k | m | n |
| nh | o | ô | õ | p | r | t | u | ũ | w | x | y | ỳ | ỹ |